# Appaloosa

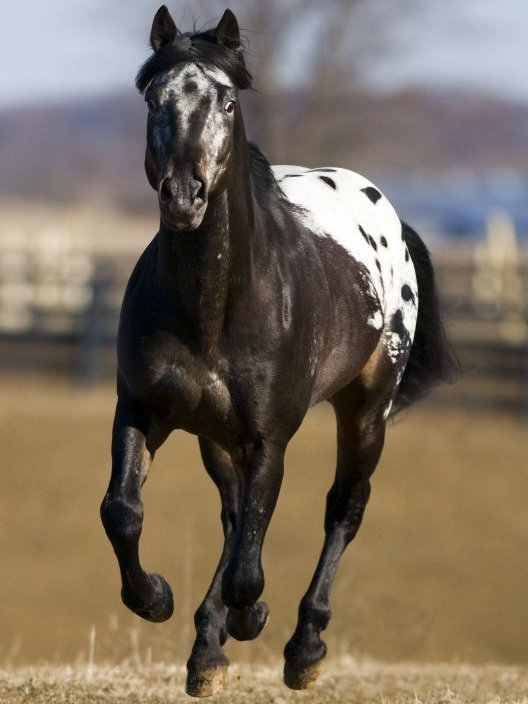
Appaloosa al galoppo

L'appaloosa è una razza di cavalli originaria del Nord America.
Il suo nome deriva dal popolo Palouse, appartenente alla nazione Waiilatpuan (come i Cayuse, anch'essi specializzati nell'allevamento di una razza di cavalli, i Walla Walla e i Nimipu, volgarmente noti come "Nasi Forati") cioè il popolo dei nativi americani che furono i loro primi allevatori.

## Morfologia
Esistono cinque tipi di mantello: "Leopardo", "Fiocco di neve", "Brina", "Marezzato", "Coperta macchiata" o "Coperta bianca". La testa è piccola e proporzionata, con profilo rettilineo, occhi con iride circondata da fondo oculare bianco, orecchie corte e appuntite. Il collo è muscoloso e proporzionato, ben inserito nelle spalle lunghe e inclinate; il garrese è mediamente definito e la linea dorso-lombare corta e dritta. Criniera e coda sono corte e rade. Il torace è profondo e la groppa rotonda e ben mescolata; gli avambracci sono forti e i garretti solidi e giustamente angolati; i tendini sono robusti e asciutti. I piedi presentano strisce verticali nere e bianche. La pelle del naso è particolarmente sottile, la testa raffinata è un carattere distintivo della razza.

### Mantello

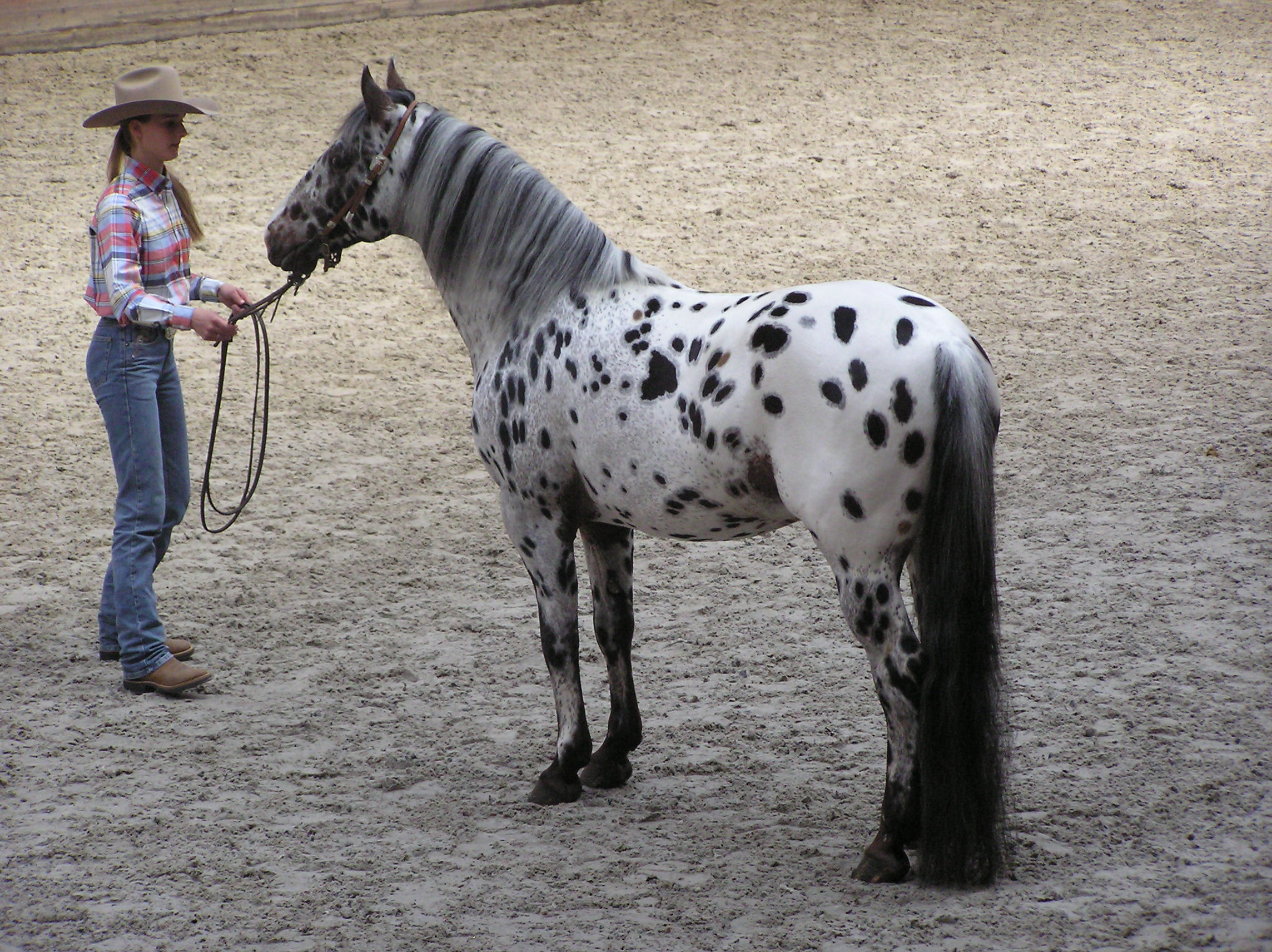
Leopard

La caratteristica più evidente dei cavalli appaloosa è il mantello maculato, ma lo standard della razza prevede anche forme di pigmentazioni diverse. Esistono cinque tipi di manti: 
- leopard: il colore di base è bianco e delle macchie (spots) nere o marroni sono sparse su tutto il corpo;
- coperta maculata o bianca (blanket): il colore di base può essere qualsiasi ma sulla groppa è presente una "coperta" bianca che si può estendere anche oltre il garrese e presentare macchie nere o marroni (spots);
- fiocco di neve (snowflake): il colore di base è scuro ma sono presenti degli "schizzi" bianchi su tutto il corpo e in particolare su quarti e/o fianchi;
- brina (frost): il colore di base è il bianco con degli "schizzi" scuri più o meno uniformi su tutto il corpo;
- marezzato (marble): il colore di base è scuro con degli "schizzi" bianchi più o meno uniformi su tutto il corpo.

I mantelli brina e marezzato sono spesso indicati semplicemente come roan dato che in molti casi la differenza fra l'uno e l'altro è piuttosto difficile da determinare.

## Carta d'identità
| Tipo:                 | Mesamorfo                             |
| Origini:              | Stati Uniti                           |
| Area di diffusione:   | America ed Europa                     |
| Mantello:             | Sei tipi di mantelli macchiettati     |
| Altezza al garrese:   | 1,47 - 1,67                           |
| Impiego e attitudine: | Sella                                 |
| Carattere:            | Sensibile, dolce, tenace e resistente |

## Storia
Le prime testimonianze di cavalli dal manto maculato sono antichissime. Nelle grotte di Lascaux e di Peche-Merle, in Francia, sono state rinvenute delle pitture rupestri che raffigurano cavalli macchiati, risalenti a circa 18.000 anni a.C. Gli studiosi ipotizzano che questi potessero essere gli antenati dell'appaloosa, ma secondo studi recenti le pitture rupestri potevano raffigurare anche semplici sogni o visioni.
In seguito, fra il II e I millennio a.C. molte civiltà fra cui i Persiani, i Cinesi e i Greci conoscevano questa tipologia di mantello come ci dimostrano numerosi manufatti. 

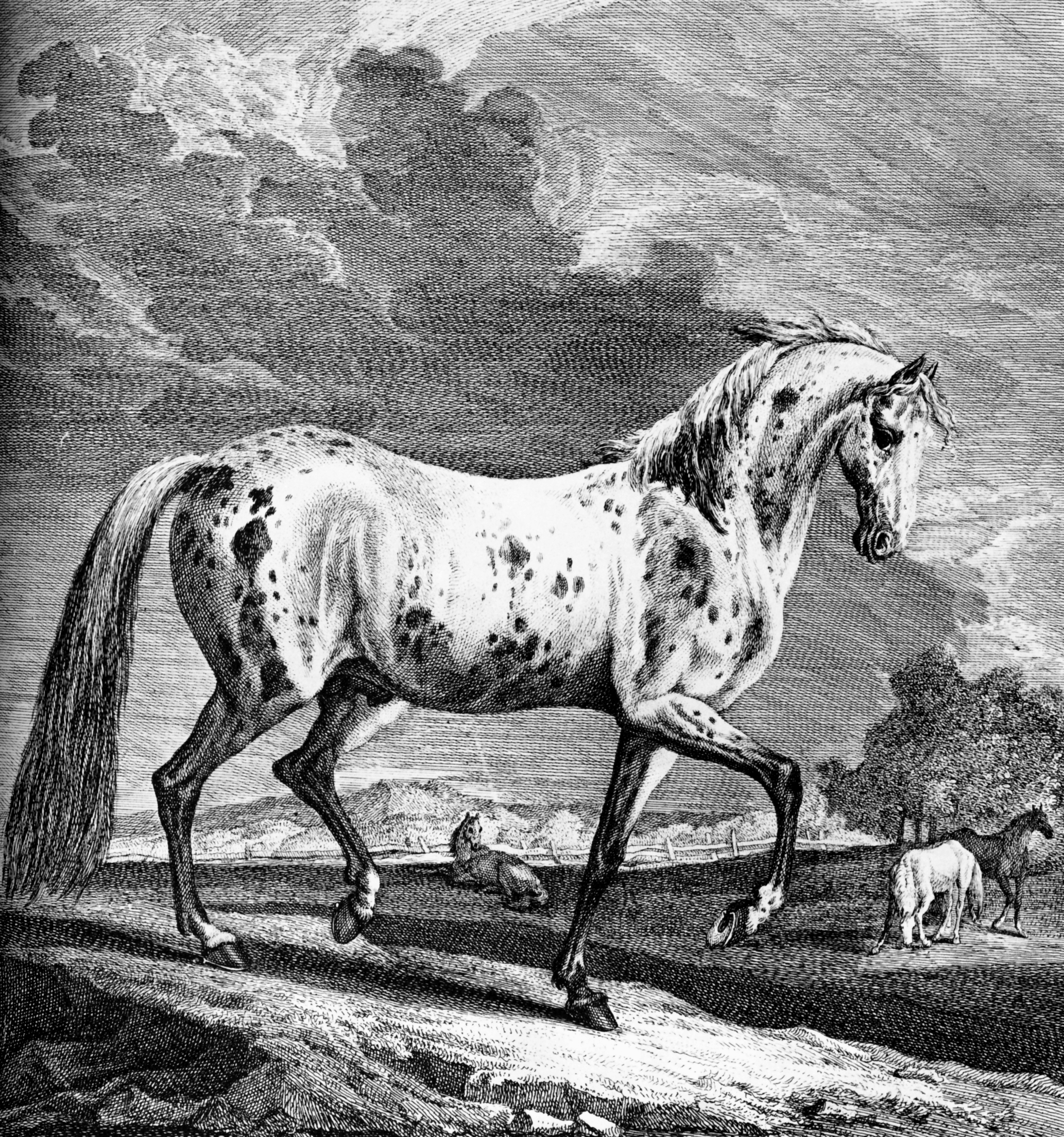
Incisione del 1740 che mostra un cavallo dal manto leopard.

A partire dall'800 d.C. l'Austria ebbe un ruolo importantissimo nella diffusione del cavallo macchiato nell'ovest e nel nord Europa. I quadri di Johann Georg de Hamilton dimostrano l'esistenza a quell'epoca di diversi mantelli. Il cavallo macchiato fu esportato in diversi paesi come la Danimarca che però non seppe preservare il loro mantello caratteristico, la Francia e l'Inghilterra dove venivano usati soprattutto per tirare le carrozze di personaggi importanti come re e santi.
Il cavallo macchiato fu esportato dall'Austria anche in Spagna e da lì nel XVI secolo fu portato nel Nuovo Mondo insieme ai primi colonizzatori. Si dedicarono in Messico soprattutto all'allevamento di ovini. Le popolazioni locali collaboravano con i coloni bianchi e anche se era loro proibito cavalcare, inevitabilmente vennero a contatto con i cavalli e impararono a gestirli. Nel 1680 gli schiavi dei villaggi vicini cacciarono via gli spagnoli e si appropriarono del loro bestiame e dei loro cavalli. Questi ultimi attraverso il commercio e lo scambio con le tribù delle pianure si diffusero lentamente anche verso nord-est. La principale tribù commerciante di cavalli macchiati era quelle degli Shoshoni.

Nella zona fra l'Oregon, l'Idaho e Washington era stanziata la tribù dei Nasi Forati, che in estate si spostava nelle montagne. Lì avevano contatti commerciali con gli Shoshoni e videro per la prima volta “un animale grande come un cervo, che mangiava erba e che era usato per il trasporto”. Quindi iniziarono a comprarli o a rubarli e nel giro di venti anni impararono a cavalcarli. Inoltre attuarono una rigida selezione riproduttiva che privilegiava i cavalli più atletici, forti e veloci utilizzati per la caccia al bisonte mentre gli altri venivano castrati o usati per il traino di carichi. È grazie a questa tribù che al giorno d'oggi possiamo parlare di razza appaloosa. Il nome deriva dal fiume Palouse che delimitava il territorio dei Nez Percé. I bianchi si riferivano ai cavalli macchiati chiamandoli a Palouse horse. Col tempo l'espressione si modificò in apalousey e infine in Appaloosa.

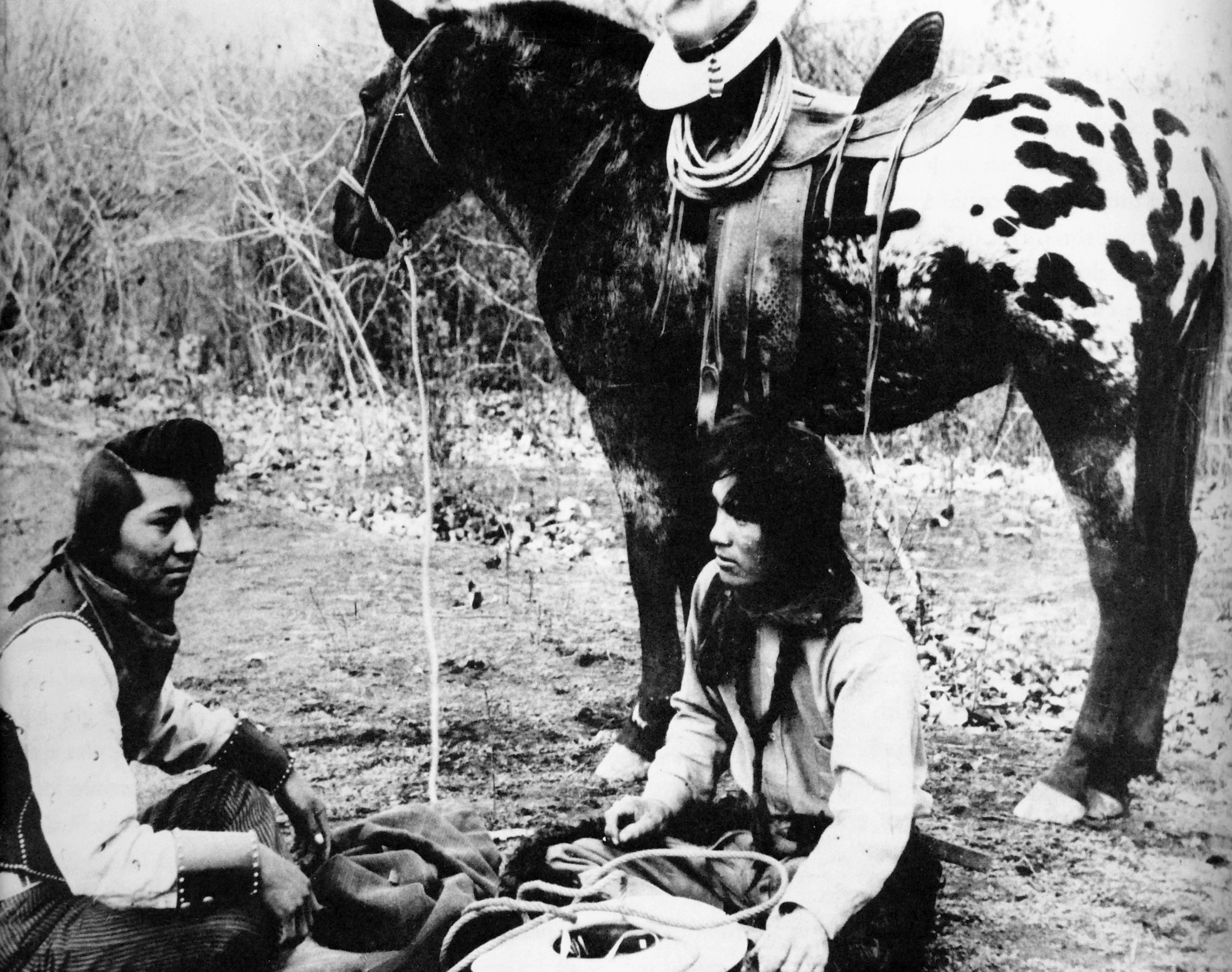
Due indiani Nez Percé con un Appaloosa, intorno al 1895.

Nel 1855 fu siglato fra i Nez Percé e il governo americano un trattato che riconosceva il territorio vicino al fiume Palouse come appartenente ai Nez Percé. Nel 1860 i coloni violarono quel trattato perché vi avevano rilevato la presenza di polvere d'oro. Quindi nel 1863 fu creato un secondo trattato che riduceva la riserva dei Nez Percé del 90% ma non tutti i capitribù lo accettarono. Quando furono costretti a spostarsi si ribellarono e nel 1887 scoppiò la guerra. Durante tre mesi e mezzo i Nez Percé fuggirono la cavalleria per più di 2.000 chilometri cercando di raggiungere i confini sicuri del Canada. Mancava poco alla loro meta quando si arresero. Gli indiani furono mandati nel Nord Dakota e i loro 1000 cavalli sopravvissuti al viaggio furono sequestrati e venduti a Fort Keogh. Alcune persone fra cui Claude Thomson e Francio Haines si interessarono all'appaloosa che comunque andò praticamente perso. Solo nel 1938 in Oregon fu fondato l'Appaloosa Horse Club che si occupò della tutela della razza. L'associazione esiste ancora e conta ben 600.000 cavalli iscritti.